# さだやす圭
さだやす 圭（さだやす けい、本名：貞安 三郎（さだやす さぶろう）、1949年12月7日 - ）は、日本の漫画家。代表作は『おかしな2人』、『ああ播磨灘』など。

## 来歴

### 少年画報社でデビュー
広島県三原市出身だが、大阪府で育ったため、広島弁は忘れたが大阪弁は話すことができる。デビュー作はRCCラジオの広島カープのラジオ中継を聴きながら執筆をしていた。さだやすはラジオ中継から「野球の面白さ」を教わったといい、これが後のデビュー2作目の作品や『なんと孫六』に活かされた。1975年に『増刊少年キング』（少年画報社）に掲載された『ヘラクレスの手』で漫画家デビューした。同年に貴ノ花利彰が優勝したことに感激し、これが後の『ああ播磨灘』に繋がっているとさだやすは話している。続いて『週刊少年キング』誌上で2作目となる読み切りの『神風エース』を発表したが、その後はネームができない状態に陥り、編集者が「犬の母子もの」の原作を持ってきた。しかしさだやすは動物を描いたことがなかったため、動物漫画の第一人者と考えている石川球太の模写を行い、犬のデッサンや骨格などを学んだ。その後、担当編集者が『週刊少年キング』（同社）の編集長になったため、さだやすも同誌へ移行。1978年に連載を開始した『若トラ』（原作・越智正典）などを発表した。『若トラ』は、阪神タイガースの掛布雅之が活躍する様を描いた作品で、ヒット作となった。

### 『なんと孫六』の連載まで
『若トラ』の連載中、『週刊少年マガジン』（講談社）の編集者から電話があり、初の仕事の依頼があった。内容は原作つきで野球ものの作品の仕事であったが、当時アシスタント1人と仕事をしていたため、「週刊1本で手いっぱい」だとさだやすは断った。数日後、今度は『月刊少年マガジン』（同社）から連絡を受けた。さだやすは月刊でも無理だと考えていたが、「他の編集部の話は聞きたい」と思い、副編集長のKと会うことにした。Kはさだやすに対し、開口一番に締め切りを守っているかと訊ね、さだやすが「ええまあ一応」と答えたところ、Kが「〆切きっちり守っているならもう一本描けます」と言ったことから、『月刊少年マガジン』や講談社とのつきあいが開始されている。週刊の雑誌で月に80枚、月刊の雑誌で月30枚の計110枚で連載し、さだやすは「本当にやれるのかな」と思いつつも「二つの仕事をしていれば一本がポシャッてもまだ一本がある」とも考えていた。Kが言った通り、週刊と月刊で連載は可能であったものの、担当編集者はKではなかった。月刊での連載が1年近く経過し、話の次の展開の構想を練っていたところ、担当編集者ではなくKから直々にキリのよいところで終了しようと話があった。次の読み切りを描くよう言われ、さだやすは連載ではなく読み切りで人気があれば連載となることについて、「けったくそ悪い」と思ったが、仕方がないと考え、構想を始めた。さだやすはデビュー以来、大阪弁でセリフを考え、それを標準語に置き替える作業をしていた。しかしセリフの間やリズムがしっくりといかず、当初頭の中で浮かんだイメージから離れてしまったため、読み切りを大阪弁でもよいかと訊いた。許可が出たため舞台を大阪にしたところ、ネームがすらすらと浮かんできたという。しかし40ページの中で主人公が登場する場面が20ページであったため、連載となった。1981年から『月刊少年マガジン』で『なんと孫六』連載を開始した。

### 『なんと孫六』の連載後
『なんと孫六』が連載開始されたころ、週刊の雑誌で80枚、月刊では32枚が限界のペースであったが、Kから「やっぱり毎回40枚は欲しい」と言われ、40枚となった。アシスタントを増やし、連載中、4回に1回は32枚に減らしたが、それ以外は怪我で2回休載した以外は月刊では40ページで執筆を継続した。しかしKが副編集長から編集長に昇進後、数か月で別の新しい雑誌へ行ったため、『なんと孫六』では半年のみの関わりとなった。さだやすによるとこの当時の『月刊少年マガジン』は「ピンク路線でイロっぽい作品が多かった」が、新たな編集長のIは「ピンク路線はカンフル剤」「いつか本来の少年誌に」を口癖にしており、『なんと孫六』については「いいじゃないですか」と言ったという。その後、『週刊少年キング』が廃刊となった。さだやすの元にいろいろな雑誌の編集者から「喫茶店2日間朝から夕方まで貸し切り状態」となるほど声がかかった。そんな時に新雑誌の編集長Kが休日を返上して、青年誌で描かないかと声をかけてきた。原作者はやまさき十三と決定していたものの、Kは描き手を探していたところであった。Kがちばてつやも雑誌で描くと話したことを機に、さだやすはその雑誌で執筆することを決めた。

### 『おかしな2人』連載後
1982年、『おかしな2人』を『モーニング』（講談社）の創刊号より連載開始。同作で1985年度（第9回）講談社漫画賞（一般部門）を受賞し、1988年にさだやす圭と同じ広島出身の大林宣彦監督により『日本殉情伝 おかしなふたり ものくるほしきひとびとの群』の題名で実写映画化された。『ああ播磨灘』はアニメ化され、1992年にテレビ東京系で放送された。
『なんと孫六』は2014年まで『月刊少年マガジン』に連載され、連載期間33年の長寿漫画となった。これは月刊少年誌として最長寿の記録である。さだやすは「もう一生孫六を描き続けるもの」だと考えていたところ、新しい編集者から終わりを告げられ、大人の都合で連載が終了となっている。2025年に『月刊少年マガジン』が50周年を迎えた際のメモリアル企画として、「青春月刊少年マガジン」の読み切りのリレー連載が行われた。この時点での編集長はさだやすが『モーニング』で新人選考審査を行っていた時の編集者で、「これも因縁か」と思い、『月刊少年マガジン』2025年3月号で『青春月刊少年マガジン〜さだやす圭の漫画家人生 孫六と共に〜』を発表している。

## 人物
漫画家の名胡桃ゆうは実兄、少女漫画家の浦野千賀子は義姉、実子に漫画家のさだやすがいる。

## 作風
さだやす圭の漫画の主人公は関西弁で話し、豪放磊落・型破りな性格設定の場合が多く、宮下あきらと並んで「男くさい」作風で知られている。また、主人公を取り巻く作中の登場人物は実在の人物をモデルにしていることが多く、現代社会を風刺しているのも大きな特徴になっている。

## 作品リスト
- ライオン（作：矢島正雄）
- 若トラ（作：越智正典、『週刊少年キング』連載）
- なんと孫六（『月刊少年マガジン』連載）
- おお！補欠（『月刊少年マガジン』連載）
- 猛者！ナンブ（『週刊少年キング』連載） - 単行本化の際、『なんぼのもんじゃ』に改題
- 雷光だ！（『週刊少年キング』連載）
- ああ播磨灘（『モーニング』連載）
  - ああ播磨灘外伝 ISAO（『イブニング』連載）
- おかしな2人（作：やまさき十三、『週刊モーニング』連載）
- どうだ貫一（作：真刈信二、『週刊モーニング』連載）
- ダニ（『週刊モーニング』連載）
- 山遊亭海彦（作・立川談四楼、『週刊モーニング』連載）
- 獅子のごとく（作：大谷昭宏、『週刊モーニング』連載）
- ぶたいぬ（『週刊モーニングマグナム』増刊、『アフタヌーン』連載）
- 遊侠武蔵（『週刊モーニング』連載）
- 下呂新左衛門（『モーニングオープン』増刊）
- サンキュウ辰（『週刊漫画ゴラク』連載）
- 雷神孫市（『プレイコミック』連載）
- よろずや喜八（『ビッグコミック増刊』連載）
- フォーシーム（『ビッグコミック』連載）
  - フォーシームNEXT（『ビッグコミック』連載）
- 青春月刊少年マガジン〜さだやす圭の漫画家人生 孫六と共に〜（『月刊少年マガジン』2025年3月号掲載[26]）